# Кіскімер (Пенсільванія)
Кіскімер (англ. Kiskimere) — переписна місцевість (CDP) в США, в окрузі Армстронг штату Пенсільванія. Населення — 135 осіб (2020).

## Географія
Кіскімер розташований за координатами 40°37′5″ пн. ш. 79°35′8″ зх. д. / 40.61806° пн. ш. 79.58556° зх. д. (40.617924, -79.585512).  За даними Бюро перепису населення США в 2010 році переписна місцевість мала площу 0,95 км², з яких 0,83 км² — суходіл та 0,13 км² — водойми.

## Демографія
Згідно з переписом 2010 року, у переписній місцевості мешкало 136 осіб у 58 домогосподарствах у складі 38 родин. Густота населення становила 143 особи/км².  Було 62 помешкання (65/км²).
Расовий склад населення:
| - 87,5 % — білих - 11,0 % — чорних або афроамериканців |

До двох чи більше рас належало 1,5 %. Частка іспаномовних становила 0,0 % від усіх жителів.
За віковим діапазоном населення розподілялося таким чином: 22,1 % — особи молодші 18 років, 62,5 % — особи у віці 18—64 років, 15,4 % — особи у віці 65 років та старші. Медіана віку мешканця становила 42,0 року. На 100 осіб жіночої статі у переписній місцевості припадало 94,3 чоловіків;  на 100 жінок у віці від 18 років та старших — 86,0 чоловіків також старших 18 років.
Цивільне працевлаштоване населення становило 22 особи. Основні галузі зайнятості: роздрібна торгівля — 36,4 %, мистецтво, розваги та відпочинок — 27,3 %, транспорт — 22,7 %.